# Teoria de la catàstrofe de Toba

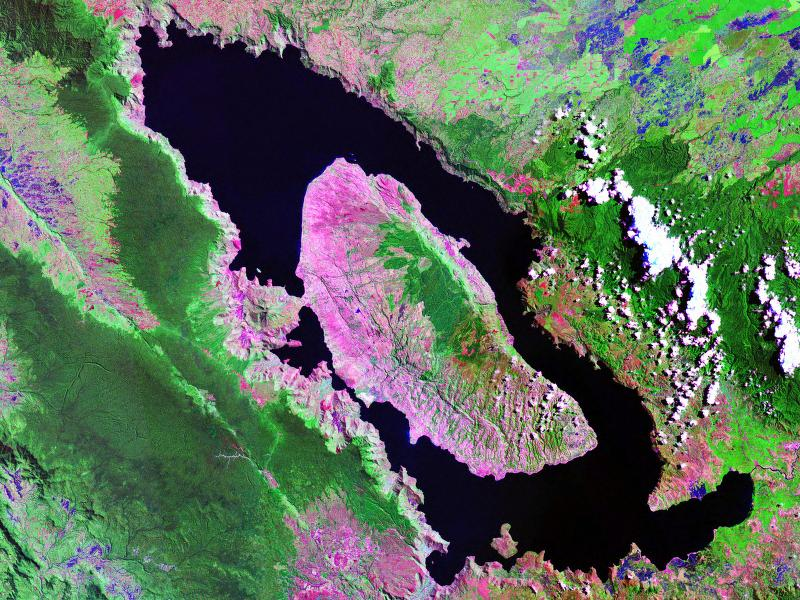
Imatge per satèl·lit amb falsos colors del llac Toba, amb una caldera volcànica de 100km de llarg i 30km d'ample.

D'acord amb la teoria de la catàstrofe de Toba l'expansió dels humans per la Terra es veié profundament influenciada per la gran erupció volcànica de Toba (Sumatra), que va tenir lloc fa 74.000 anys. La teoria va ser creada el 1998 per Stanley H. Ambrose, de la Universitat d'Illinois.
La teoria d'Ambrose diu que a conseqüència de la massiva erupció (categoria 8, la més alta de l'Índex d'explosibilitat volcànica), la població d'éssers humans es veié reduïda considerablement. L'erupció va conduir els anys següents a una reducció de la temperatura mitjana de 3-3,5 graus. Eugene Linden escriu al llibre "Els vents del canvi: el clima, el temps i la destrucció de civilizations" (2006) que l'erupció del volcà Toba, a Indonèsia, va donar lloc a un refredament global de 3-5 graus durant un període de sis anys.
Alan Robock de la Universitat Rutgers de Nova Jersey ha calculat fins i tot conseqüències més greus en nous models informàtics. Segons els seus càlculs hagueren descendit les temperatures primer mundialment al voltant de fins a 18 graus i després d'una dècada la temperatura encara es trobaria de mitjana deu graus més baixa. Aquesta tesi d'un període de gel global breu és recolzada per la datació de la glaciació de Würm.
La catàstrofe de Toba mateixa és recolzada per troballes arqueològiques a Groenlàndia, que mostren una alteració massiva en la construcció de gel fa uns 71.000 anys. En el gel antàrtic, però, no s'observava aquesta alteració. Hi ha altres crítiques que assenyalen que l'erupció volcànica del Toba podria ser que no portés prou sofre a l'atmosfera per causar un refredament global. En el seu lloc es diu que es llançaren enlaire una gran quantitat de roques - l'inici de l'explosió hauria tingut una força d'explosió de més o menys una gigatona de TNT - i que el subcontinent indi hauria quedat cobert amb una capa de cendres de 15cm de gruix. També en aquest punt es forma la crítica, ja que en excavacions arqueològiques a l'Índia s'han trobat eines de pedra d'aquest període que suggereixen que la població d'Homo erectus a l'Índia hauria sobreviscut a la catàstrofe de Toba.
Evidència en contra es trobà a Sud-àfrica, on un grup d'humans visqué i augmentà la població durant el temps de l'erupció.